# قانون اساسی ایالات فدرال میکرونزی
قانون اساسی کشور ایالات فدرال میکرونزی، قانون عالی این کشور است که در سال ۱۹۷۹ (میلادی) به تصویب رسید.

## تاریخچه
نگارش پیش‌نویس قانون اساسی در ژوئن ۱۹۷۵ (میلادی) آغاز شد. در یکم اکتبر ۱۹۷۸ (میلادی) به تصویب رسید و در ۱۰ مه ۱۹۷۹ اجرایی شد. به همین دلیل روز ۱۰ اکتبر «روز قانون اساسی» نام دارد و تعطیل رسمی است. این قانون اساسی در ۱۹۹۰ (میلادی) اصلاح شد.

## قانون اساسی
قانون اساسی ایالات فدرال میکرونزی بر پایه قانون اساسی کشور امانی آن قانون اساسی ایالات متحده آمریکا نوشته شده است و به عنوان یک سامانه فدرال، قوه مققنه، قوه مجریه، و قوه قضائیه را از یکدیگر جدا می‌کند.
اگرچه برعکس ایالات متحده آمریکا، قوه مقننه میکرونزی، تک‌مجلسی است. کنگره ایالات فدرال میکرونزی ۱۴ سناتور دارد. چهار نفر از آنها هرکدام یکی از چهار ایالت کشور را برای دوره چهار ساله نمایندگی می‌کنند و ده عضو دیگر مردم کشور را برای دوره دو ساله نمایندگی می‌کنند. همچنین کنگره، وظیفه انتخاب رئیس‌جمهور ایالات فدرال میکرونزی و معاون اول رئیس‌جمهور ایالات فدرال میکرونزی را دارد. به غیر از موضوعاتی چون دفاع از کشور و سیاست خارجی، بسیاری از کارها بر عهده دولت ایالتی است. قانون اساسی ایالات فدرال میکرونزی بدست آوردن شهروندی کشور را بدون داشتن زمین شخصی، ممنوع می‌کند.

## مفاد
قانون اساسی ایالات فدرال میکرونزی ۱۶ ماده دارد.

### ماده ۱
ماده یکم، قلمرو کشور ایالات فدرال میکرونزی را تعریف می‌کند.

### ماده ۲
ماده دوم، از برتری قانون اساسی بر دیگر قانون‌های کشور اطمینان پیدا می‌کند.

### ماده ۳
ماده سوم، ملیت ایالات فدرال میکرونزی را تعریف می‌کند.

### ماده‌های ۴، ۵، و ۶
ماده‌های چهار، پنج، و شش منشور حقوق شهروندی در ایالات فدرال میکرونزی را تعریف می‌کند. به ویژه ماده پنجم از حقوق سنتی رئیس‌های قبیله حمایت می‌کند. ماده ششم حق رأی و شرکت در انتخابات را برای افراد بالاتر از ۱۸ سال به رسمیت می‌شناسد.

### ماده‌های ۷ تا ۱۱
ماده‌های هفت تا یازده، ساختار دولت ایالات فدرال میکرونزی را تعریف می‌کند و سه نهاد قوه مجریه (ماده ۱۰)، قوه مققنه (ماده ۹)، و قوه قضائیه (ماده ۱۲) را از یکدیگر جدا می‌کند. ماده هفت یک سامانه فدرال با دولت ملی، به همراه دولت‌های ایالتی و محلی را پدید می‌آورد. ماده هشت این سه دولت را به سه سطح قدرت جدا می‌کند.

### ماده ۱۲
ماده دوازده به امور مالی دولت می‌پردازد.

### ماده ۱۳
ماده سیزده به مقررات کلی می‌پردازد.

### ماده ۱۴
ماده چهارده، فرایند اصلاح قانون اساسی را شرح می‌دهد.

### ماده‌های ۱۵ و ۱۶
ماده‌های پانزده و شانزده درباره شرایط انتقال قدرت هستند.